# Madonna della Victoria
La Madonna de la Victòria és una obra d'Andrea Mantegna, i es conserva actualment en el Museu del Louvre, a París.

## Context
Va ser encarregada com a exvot per celebrar la victòria de Francesc II Gonzaga contra Carles VIII de França en la batalla de Fornovo el 1495. La capella on estava l'obra es va construir exnovo el 1496 a la casa d'un jueu que havia estat castigat a pagar els treballs per haver tret de la façana de la seva casa una imatge sagrada per posar-hi un escut d'armes de la família, fet que es considerava sacrilegi. Andrea Mantegna va realitzar la pintura. Ja havia treballat prèviament per a Ludovico Gonzaga, i aquesta es suposa que va ser la raó per concedir-li aquest encàrrec.
La Madonna de la Victòria es conserva actualment en el Museu del Louvre, on va arribar el 1798 quan va ser confiscada per les tropes de Napoleó, i mai va tornar a Itàlia.

## Anàlisi de l'obra
A la Madonna de la Victòria s'hi poden veure diferents personatges que ens ajuden a comprendre el perquè de la seva realització. La primera és la Mare de Déu, a qui està dedicat el quadre, i que és el tema perfecte per retratar-la com a, mediadora amb Jesús per garantir-nos un lloc en el cel.
En primer pla Francesco Gonzaga, vestit amb armadura, està agenollat com a donant de l'obra i, darrere d'ell, l'arcàngel Miquel i Sant Andrés, un dels primers deixebles de Jesús (i també protector de Màntua).
Miquel, amb les seves ales, amb armadura i espasa, és el combatent contra el mal que va expulsar a Llucifer i els seus àngels dolentss del cel.
A l'altre costat de la Verge, Sant Joan Baptista com un nen (precursor de Crist) amb la creu i la inscripció Ecce Agnus Dei/Ecce q(ui) tollit p(eccata) mundi i Santa Isabel, protectora d'Isabel d'Este, esposa de Francesco. Finalment, estan representats Sant Jordi (amb els seus colors, vermell i blanc), patró dels Templers, i Longinos. Aquest és un personatge molt important, perquè va ser el centurió que va clavar la llança a Jesús, però després va admetre la seva fe en veure aigua i no la seva sang.
El personatge més important és la Verge, que protegeix a Francesco amb el seu mantell. El respatller de la cadira és un sol, un dels seus símbols, i sota el seient hi ha una representació d'Adam i Eva. De vegades la Verge està trepitjant una serp per netejar el pecat (ella seria la nova Eva) però aquí veiem l'escena del Gènesi en lloc de la serp. El seu mantell és blau, simbolitzant la innocència, un recurs àmpliament utilitzat. Altres símbols de la Verge són la rosa i el jardí tancat (hortus conclusus).

## Significat del corall a l'obra
No obstant això, un dels element més simbòlics de l'escena és el corall. El corall era usat com a amulet a l'Antiga Grècia i a Roma, i existeixen mites sobre ell (com el d'Ovidi i la Medusa), així que en l'Edat Mitjana es va convertir en un amulet contra el dimoni. Això explica per què molts rosaris estan fets de corall. En moltes obres, com la Madonna de Senigallia (1470-1485) i Sacra Conversazione (1472), ambdues de Piero della Francesca, el nen Jesús porta un penjoll de corall. A part d'aixó, el corall simbolitza la sang i la vida. Aquesta simbologia i la seva aplicació com a remei, entre d'altres, van ser explicades amb escreix per Johann Schröder, seguint en aquest cas a Arnau de Vilanova.